# Michel Hébert (magistrat)
Pour les articles homonymes, voir Michel Hébert et Hébert.
 (janvier 2019).
Si vous disposez d'ouvrages ou d'articles de référence ou si vous connaissez des sites web de qualité traitant du thème abordé ici, merci de compléter l'article en donnant les références utiles à sa vérifiabilité et en les liant à la section « Notes et références ».
Michel Pierre Alexis Hébert est un magistrat et homme politique français né à Granville (Manche) le 7 juillet 1799 et mort au château de Saint-Gervais à Asnières (Eure) le 19 avril 1887.

## Biographie
Michel Hébert fit des études de droit et s'inscrivit au barreau de Rouen en 1820. Il y plaida avec quelque succès. La révolution de 1830 lui assura un avancement rapide dans la magistrature. Il fut nommé procureur du roi au tribunal de Rouen (1833), puis placé à la tête du parquet de la cour royale de Metz (19 mai 1834).
Le 21 juin 1834, il fut élu député par le 6e collège de l'Eure (Pont-Audemer) (204 voix sur 381 votants et 475 inscrits, contre 153 à M. Legendre). Il prit place dans la majorité conservatrice, dont il fut bientôt l'un des orateurs les plus assidus. Il fit ses débuts à la tribune dans les discussions relatives aux tabacs et aux faillites, et se signala surtout comme rapporteur de la loi du 9 septembre 1835 sur les cours d'assises. L'année suivante, il fut chargé du rapport de la loi concernant le vote au scrutin secret pour les délibérations des jurys.
Nommé, le 19 septembre 1836, avocat général à la Cour de cassation, il fut soumis à réélection et obtint la confirmation de son mandat le 31 octobre 1836. Il fut réélu le 4 novembre 1837 (265 voix sur 482 votants et 590 inscrits). On remarqua, dans la discussion de l'adresse, qu'il prit parti contre l'intervention française en Espagne. Il participa activement aux débats que suscitèrent, à la Chambre, la vénalité des offices, les tribunaux civils, les faillites et banqueroutes, les justices de paix, etc.
Entré dans la coalition contre le deuxième ministère Molé, il vota contre l'adresse amendée en janvier 1839. Il fut réélu le 2 mars 1839 (267 voix sur 485 votants et 658 inscrits contre 214 à M. Legendre) et continua de prendre place parmi les doctrinaires. En 1840, il prit la parole sur l'organisation des tribunaux de commerce, sur les ventes à l'encan des marchandises neuves, etc. En 1841, il prit une part importante à la discussion de projet de loi sur le travail des enfants dans les manufactures, et parla sur les ventes judiciaires d'immeubles, sur le recrutement de l'armée et sur la propriété littéraire et artistique.
Nommé, le 16 octobre 1841, procureur général à la cour de Paris en remplacement de M. Franck-Carré, promu Premier président à Rouen, il donna la preuve de son dévouement à la Couronne dans plusieurs affaires où il fut désigné pour soutenir l'accusation devant la Chambre des pairs : la véhémence de son langage lors des procès de Quénisset, de Lecomte, de Joseph Henry, fut particulièrement remarquée et le désigna aux attaques répétées de l'opposition démocratique.
Hébert fut réélu député le 9 juillet 1842 (336 voix sur 568 votants et 688 inscrits contre 228 à Jacques Charles Dupont de l'Eure), puis le 1er août 1846 (421 voix sur 604 votants et 749 inscrits contre 172 à Dupont de l'Eure).
Le 14 mars 1847, il fut appelé à remplacer Nicolas Martin du Nord comme ministre de la Justice et des Cultes dans le troisième ministère Soult et conserva ce portefeuille dans le ministère Guizot qui lui succéda, après avoir obtenu la confirmation de son mandat législatif le 10 avril 1847 (434 voix sur 463 votants et 749 inscrits). En décembre 1847, il est compromis dans une arnaque concernant l'obtention, sous paiement d'un poste à la Cour des Comptes (ce procédé aurait été approuvé par Guizot lui-même, pour récompenser un général, actionnaire important du Journal des débats). Dans la discussion de l'adresse de 1848, il parla contre le droit que s'attribuait l'opposition de se réunir en banquets sans l'autorisation du gouvernement et s'attira, par son attitude, cette apostrophe d'Odilon Barrot : « Polignac et Peyronnet n'ont jamais fait pis que vous ! »

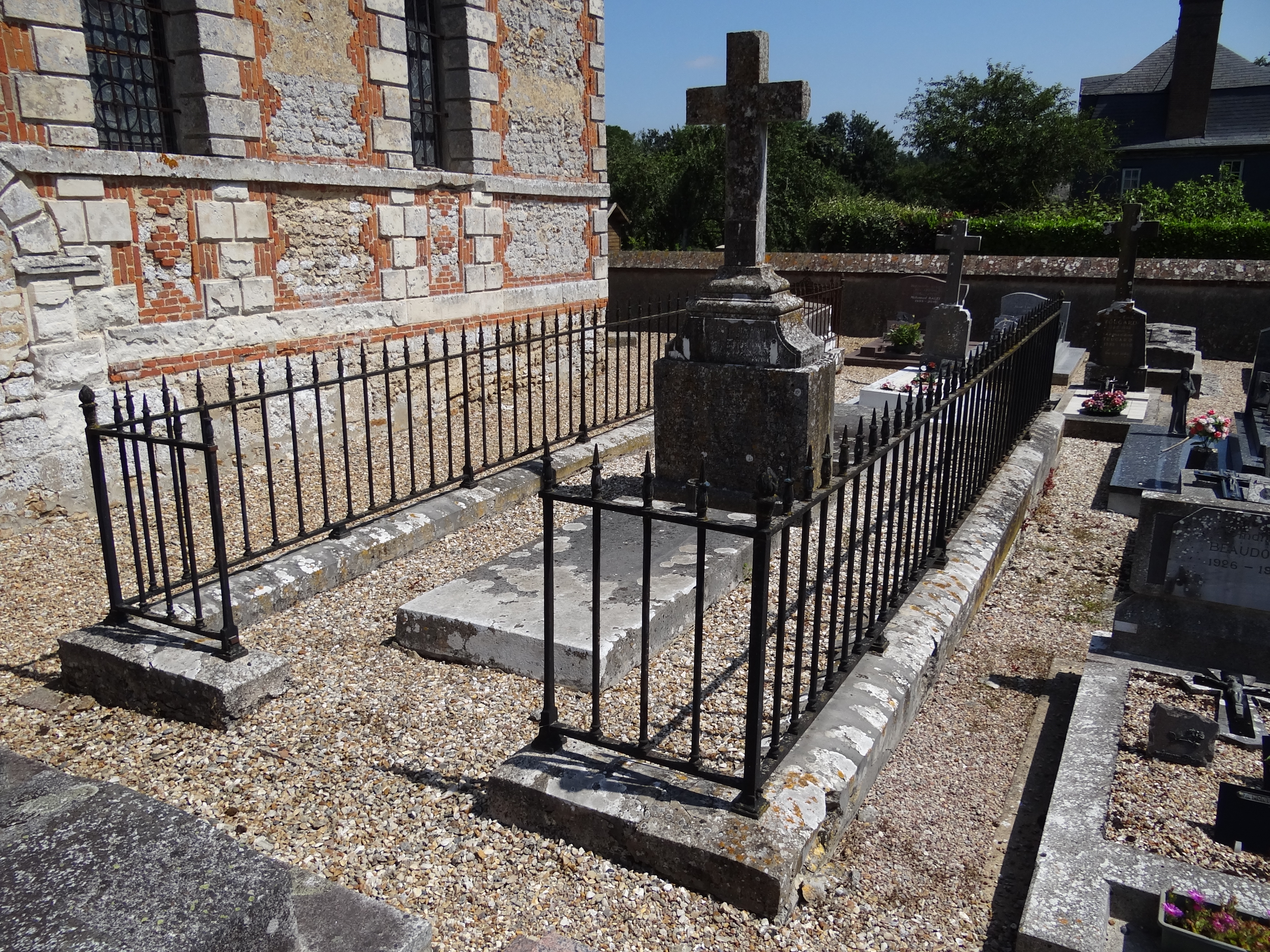
La tombe de Michel Hébert au cimetière d'Asnières (Eure).

Après la révolution de 1848, Hébert, poursuivi par un arrêt d'évocation de la cour de Paris, quitta précipitamment la France et se réfugia en Angleterre. Mais il obtint un non-lieu, rentra en France et se réinscrivit au barreau de Paris jusqu'en 1854, époque à laquelle il rentra complètement dans la vie privée.
Il avait fait partie du conseil général de l'Eure et était, depuis le 1er mai 1843, commandeur de la Légion d'honneur. A sa mort en 1887, il est inhumé au cimetière d'Asnières.

## Distinctions
- Commandeur de la Légion d'honneur